# 于七
于七（1609年—1672年），本名乐吾，号孟熹，山东栖霞唐家泊村人。
其父是明末防抚铺兵。崇祯二年（1629年）考取武秀才，次年又中武举，樂於结交各路豪杰。清顺治五年，在董樵等的協助下，於钜齿牙山领导农民起义，据胶东半岛，攻克宁海州。不久迫于清廷的军事实力，接受招安。顺治十八年（1661年）秋，再次在锯齿牙山起义抗清，各地人民纷起响应。清軍调动九省兵力前往圍剿，昆嵛山、招虎山告急。康熙元年（1662年）春天，于七逃亡至崂山东麓，藏避于崂山华严寺，拜慈沾为师，法名“善和”，後成為第二代住持。晚年开创螳螂拳，康熙十一年（1672年）病故华严庵。
于七的事蹟曾載於《施公案》中。蒲松齡的《聊齋志异》卷四《公孙九娘》一章即是演繹自「于七抗清事件」，書中稱“于七一案，连坐被诛者，栖霞、莱阳两县最多。一日，俘数百人，尽戮于演武场中。”，另卷一《野狗》开篇也写道“于七之乱，杀人如麻”，此皆反映清兵镇压的残酷的情况。